# Elezioni europee del 1996 in Austria
Le elezioni europee del 1996 in Austria si sono tenute il 13 ottobre.
Si tratta di elezioni straordinare; in quell'anno si sono tenute anche le elezioni in Finlandia.

## Risultati
| Liste  | Liste                               | Voti      | %     | Seggi |
| ------ | ----------------------------------- | --------- | ----- | ----- |
|        | Partito Popolare Austriaco          | 1.124.921 | 29,65 | 7     |
|        | Partito Socialdemocratico d'Austria | 1.105.910 | 29,15 | 6     |
|        | Partito della Libertà Austriaco     | 1.044.604 | 27,53 | 6     |
|        | I Verdi                             | 258.250   | 6,81  | 1     |
|        | Forum Liberale                      | 161.583   | 4,26  | 1     |
|        | Altri                               | 98.877    | 2,61  | -     |
| Totale | Totale                              | 3.794.145 |       | 21    |